# Overlappende generatiesmodel
Het overlappende generatiesmodel (afgekort OLG-model) is een type economisch model waarin economische agenten een eindige levensduur hebben. Deze levensduur is echter lang genoeg dat ten minste een periode overlapt met het leven van een andere, later geboren agent. 
Alle OLG-modellen delen een aantal kenmerken:
- Elk individu ontvangt bij zijn geboorte een schenking van goederen.
- Goederen blijven meer dan een periode bestaan.
- Geld is overdraagbaar over meerdere periodes.
- Het "levensnut" van een individu is een functie van de consumptie over alle perioden, dus ook over periodes waarin dit individu reeds is overleden.